# سلجوق (شهر)
سلجوق (به لاتین: Selçuk) یک شهر مرکزی منطقهٔ سلجوک، در فاصله دو کیلومتری (۱ مایل) شمال شرقی شهرستان باستانی افسس در ترکیه است که در استان ازمیر واقع شده و نام آن به دلیل حکومت ترکان سلجوقی در این منطقه بوده‌است.

## خواهرخوانده
شهرهای زیر خواهرخوانده‌های سلجوق هستند.

## نگارخانه

آثار باستانی سلجوک
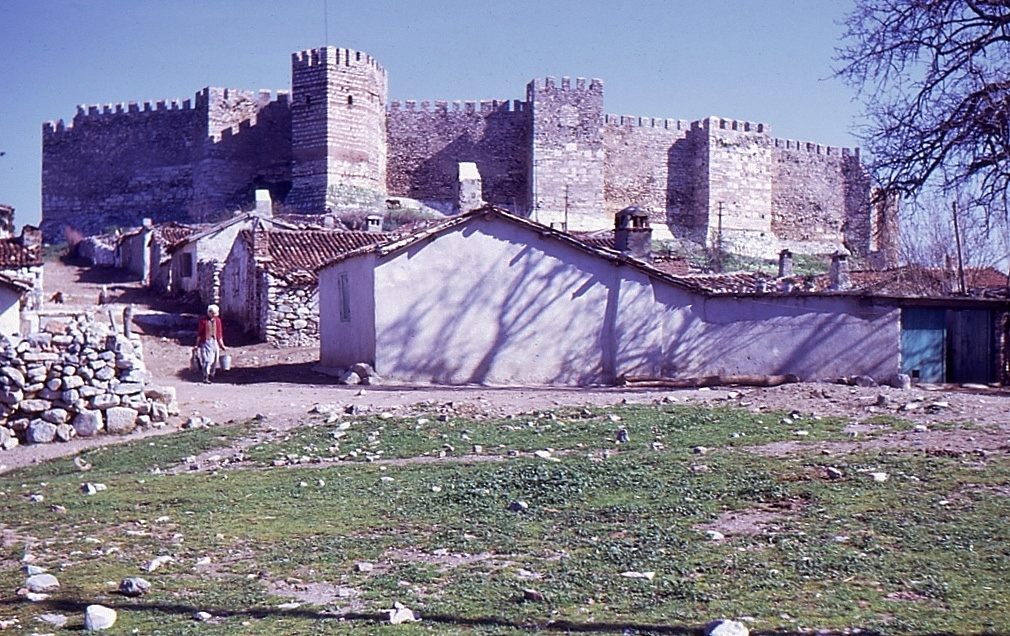
شهر بوغازی و قلعه در سال ۱۹۷۰
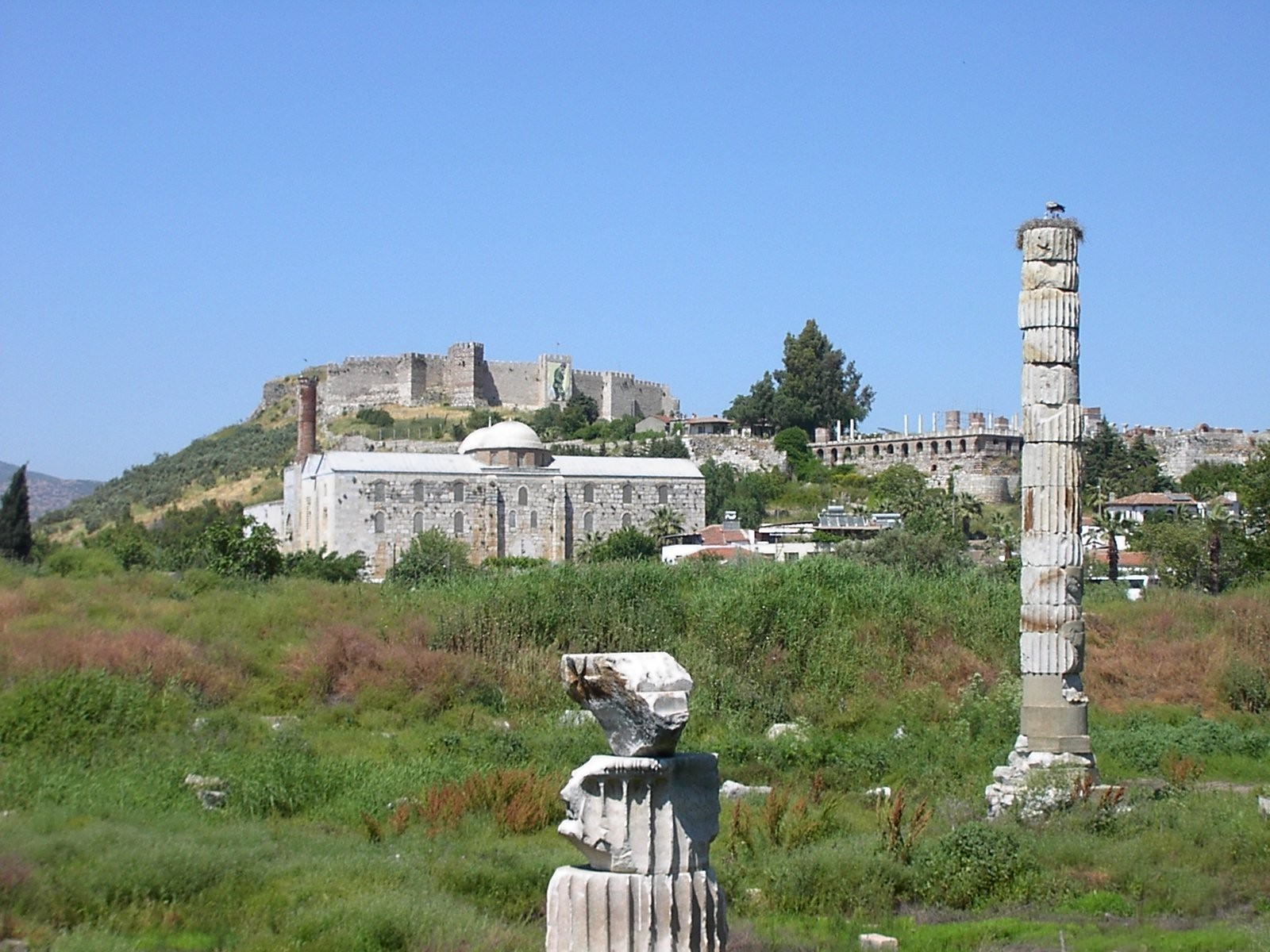
سه دوره از تاریخ در سلجوک : معبد آرتمیس (جلو)، مسجد عیسی بیگ ساخته شده توسط ترکان سلجوقی(وسط)، قلعه عثمانی (عقب)
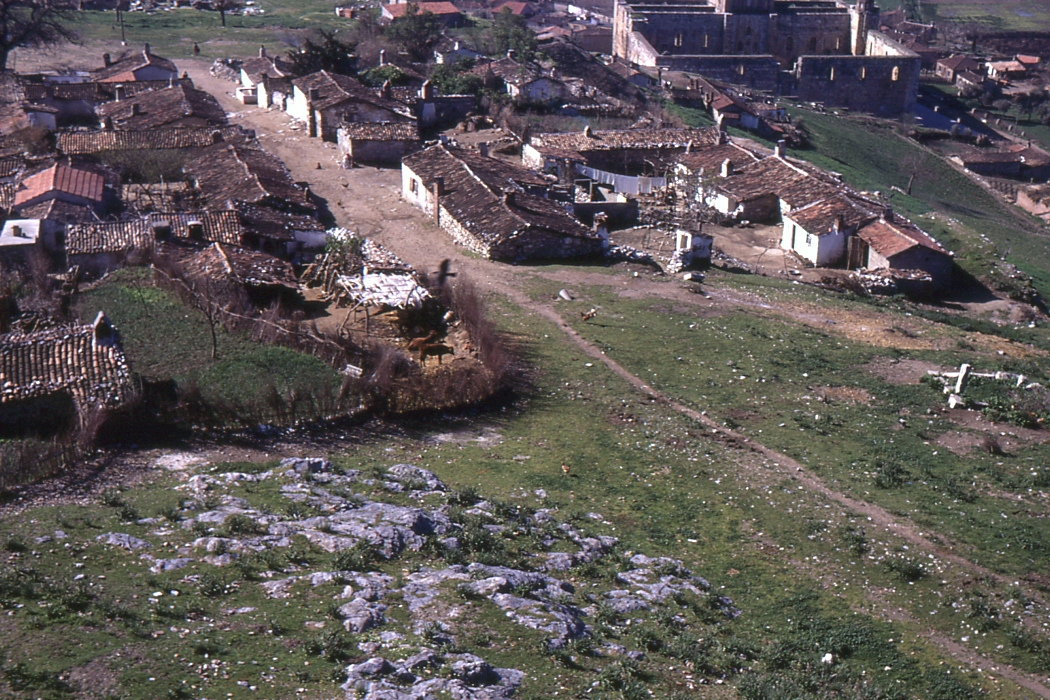
شهر بوغازی و مسجد عیسی بیگ از قلعه در ۱۹۷۰
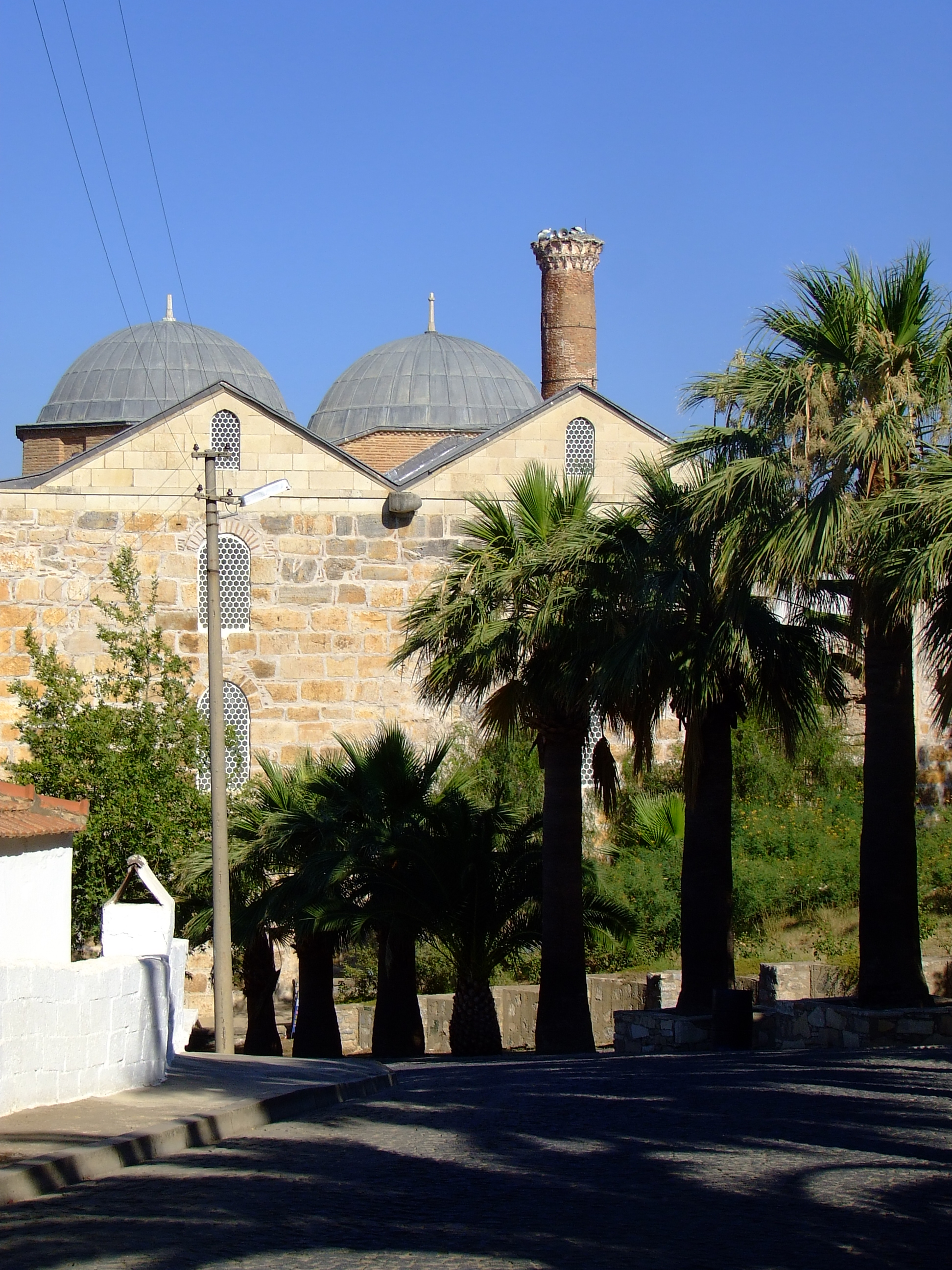
مسجد عیسی بیگ
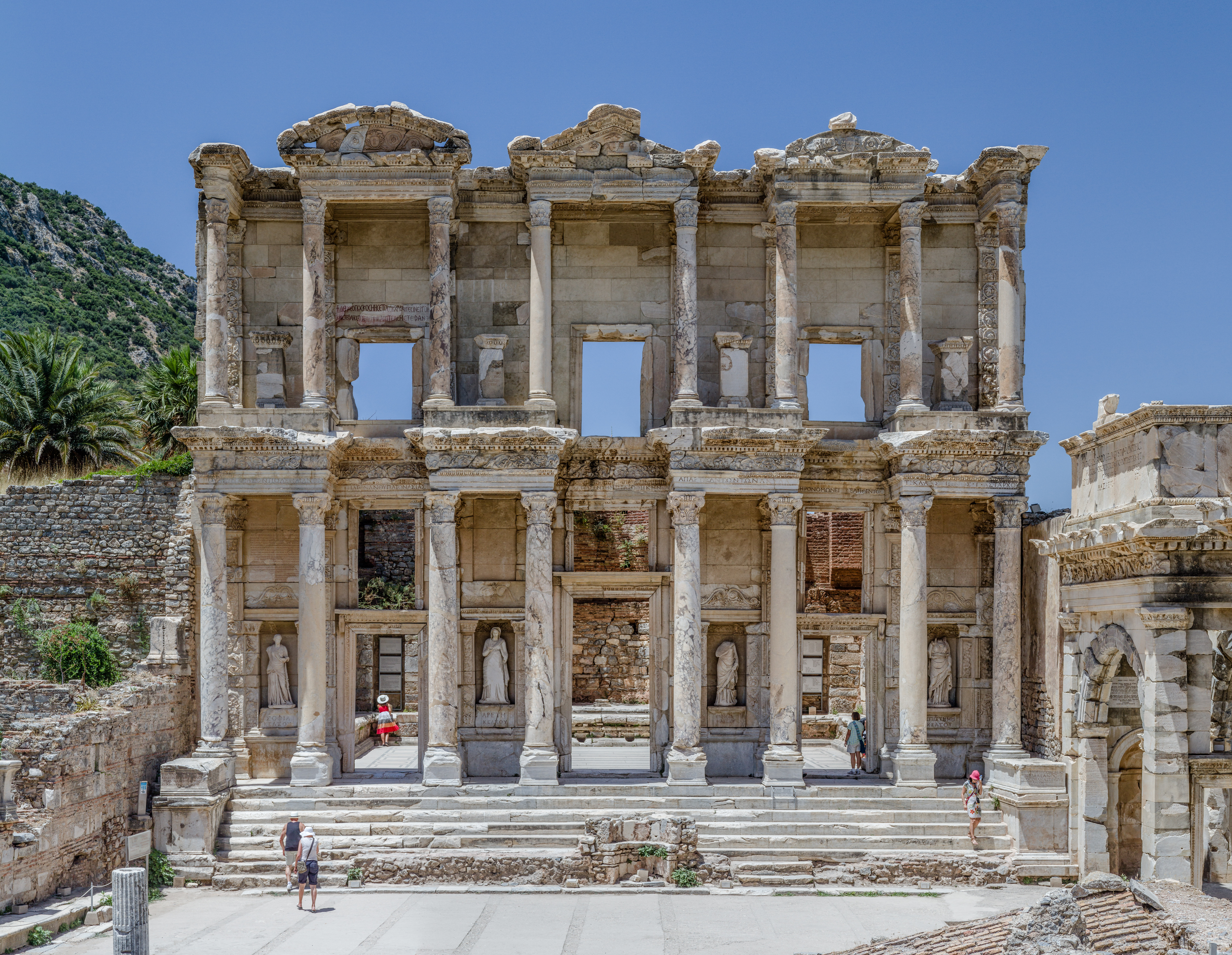
کتابخانه کلاسوس در افسوس